# Hexachaeta
Hexachaeta är ett släkte av tvåvingar. Hexachaeta ingår i familjen borrflugor.

## Dottertaxa tillHexachaeta, i alfabetisk ordning[1]
- Hexachaeta aex
- Hexachaeta amabilis
- Hexachaeta barbiellinii
- Hexachaeta bifurcata
- Hexachaeta bondari
- Hexachaeta colombiana
- Hexachaeta cronia
- Hexachaeta dinia
- Hexachaeta ecuatoriana
- Hexachaeta enderleini
- Hexachaeta eximia
- Hexachaeta fallax
- Hexachaeta guatemalensis
- Hexachaeta homalura
- Hexachaeta itatiaiensis
- Hexachaeta juliorosalesi
- Hexachaeta leptofasciata
- Hexachaeta major
- Hexachaeta monostigma
- Hexachaeta nigripes
- Hexachaeta nigriventris
- Hexachaeta oblita
- Hexachaeta obscura
- Hexachaeta parva
- Hexachaeta seabrai
- Hexachaeta shannoni
- Hexachaeta socialis
- Hexachaeta spitzi
- Hexachaeta valida
- Hexachaeta venezuelana
- Hexachaeta zeteki